# Honorino Landa
Honorino Landa Vera (* 1. Juni 1942 in Puerto Natales; † 30. Mai 1987 in Santiago) war ein chilenischer Fußballspieler, der mit der Nationalmannschaft seines Heimatlandes an den Weltmeisterschaften 1962 und 1966 teilnahm.

## Karriere
Honorino Landa begann seine Profikarriere 1959 beim Verein Unión Española aus Santiago de Chile. Nach sechs Jahren bei Unión Española ging er weiter zu CD Green Cross, einem Verein, der seine Heimat in der südchilenischen Stadt Temuco hatte. Damit war er einer der wenigen chilenischen Fußballspieler, die ihr Geld nicht in der Hauptstadt des Landes verdienten. Während seiner Zeit in Temuco wurde Landa mit dem Provinzverein zweimal Dritter in der chilenischen Primera División und verpasste damit in beiden Fällen nur knapp die Teilnahme an der Copa Libertadores, an der immer die zwei besten Teams der abgelaufenen Saison teilnehmen. Auch besiegten Landa und Deportivo Temuco, was damals noch unter dem Namen Green Cross-Temuco bekannt war, in einem Freundschaftsspiel die Nationalmannschaft der Sowjetunion mit Torwart Lew Jaschin mit 3:1. 1969 wechselte Landa wieder zu seinem Heimatverein Unión Española, wo zu der Zeit auch andere namhafte chilenische Fußballer wie zum Beispiel Jorge Toro, WM-Teilnehmer von 1962, und Alberto Fouillioux, 70-maliger chilenischer Nationalspieler und WM-Teilnehmer von 1962 und 1966, spielten. Mit dem Verein gewann Landa 1973 die Primera División Chiles, nachdem im Jahr zuvor der zweite Platz erreicht wurde. Im gleichen Jahr beendete er seine internationale Laufbahn.
In der Nationalmannschaft Chiles brachte es Honorino Landa auf 16 Einsätze. Darin gelangen ihm acht Tore. Mit zwanzig Jahren war er bei der Fußball-Weltmeisterschaft 1962 der zweitjüngste Spieler im Aufgebot des Gastgebers und kam dabei in allen Spielen mit Ausnahme des Spiels um den dritten Platz gegen Jugoslawien zum Einsatz, da er im Halbfinale gegen Brasilien vom Platz gestellt worden war. Dabei gelangen Landa keine Tore. Vier Jahre später bei seiner zweiten WM, der in England, konnte das chilenische Team nicht an die guten Leistungen von vor vier Jahren anknüpfen und schied bereits nach der Vorrunde aus. Dabei kam Landa zu zwei Einsätzen, in denen dem Stürmer erneut keine Tore gelangen.

## Letzte Jahre
Honorino Landa verabschiedete sich 1973 vom aktiven Fußballgeschäft. In den Achtzigerjahren erkrankte er an Krebs. 1987 verschlimmerte sich sein Zustand derart, dass er am 30. Mai 1987 zwei Tage vor seinem 45. Geburtstag in einer Klinik in Santiago de Chile starb. Ihm zu Ehren veranstaltete sein ehemaliger Verein Unión Española ein Benefizspiel gegen CD Universidad Católica, was mit 3:0 für Universidad endete.

## Erfolge
- Chilenischer Meister: 1973
- Torschützenkönig der chilenischen Primera División: 1961

- WM-Dritter: 1962